# Kamienny Most (województwo zachodniopomorskie)
Kamienny Most (niem. Steinhöfel) – wieś w zachodniej Polsce położona w województwie zachodniopomorskim, w powiecie stargardzkim, w gminie Chociwel, na Pojezierzu Ińskim, na terenie Ińskiego Parku Krajobrazowego, położona 3,5 km na południowy wschód od Chociwla (siedziby gminy) i 26 km na północny wschód od Stargardu (siedziby powiatu).
W latach 1954–1961 wieś należała i była siedzibą władz gromady Kamienny Most, po jej zniesieniu w gromadzie Chociwel. W latach 1975–1998 miejscowość administracyjnie należała do województwa szczecińskiego.

## Zabytki
- piętrowy pałac kryty dachem dwuspadowym ze prostopadle położonym skrzydłem.